# Надстройка (топология)
В топологии, надстройкой над топологическим пространством {\displaystyle X} с отмеченной точкой {\displaystyle x_{0}} называется топологическое пространство {\displaystyle SX}, являющееся фактор-пространством пространства {\displaystyle X\times [0,1]} полученное стягиванием подмножества {\displaystyle X\times 0} в одну точку, а {\displaystyle X\times 1} - в другую.
Приведённой надстройкой над топологическим пространством {\displaystyle X} с отмеченной точкой {\displaystyle x_{0}} называется топологическое пространство {\displaystyle SX}, являющееся фактор-пространством пространства {\displaystyle X\times [0,1]} полученное стягиванием подмножества {\displaystyle (X\times 0)\cup (x_{0}\times [0,1])\cup (X\times 1)} в одну точку.

Надстройка над окружностью. Исходное пространство отмечено синим, верхняя и нижняя точки зелёным.

Грубо говоря, надстройку можно себе представлять как цилиндр над пространством X, у которого отождествили в точку как верхнюю, так и нижнюю границу. Также можно рассматривать надстройку как объединение двух конусов (верхнего и нижнего) над пространством X, склееных по общему основанию.
Если {\displaystyle (x,t)\in X\times [0,1]}, то через {\displaystyle [x,t]} обозначается соответствующая точка пространства {\displaystyle SX} при проекции {\displaystyle X\times [0,1]\rightarrow SX}. Если {\displaystyle SX} - приведённая надстройка, то {\displaystyle [x,0]=[x_{0},t]=[x',1]} для всех {\displaystyle x,x'\in X,{\text{ }}t\in [0,1]}. Точка {\displaystyle [x_{0},0]\in SX} обозначается через {\displaystyle x_{0}} и {\displaystyle SX} рассматривается как пространство с отмеченной точкой {\displaystyle x_{0}}.
Если задано отображение {\displaystyle f:X\rightarrow X'}, то формулой {\displaystyle Sf[x,t]=[f(x),t]} определено отображение {\displaystyle Sf:SX\rightarrow SX'}. При этом {\displaystyle S} - ковариантный функтор из категории пространств с отмеченной точкой и непрерывных отображений в категорию Н-когрупп и непрерывных гомоморфизмов. Пространство {\displaystyle SX} является Н-когруппой с коумножением {\displaystyle \nu :SX\rightarrow SX\vee SX}, определённым формулой
{\displaystyle \nu ([x,t])={\begin{cases}([x,2t],x_{0}),&0\leq t\leq 1/2\\(x_{0},[x_{0},2t-1]),&1/2\leq t\leq 1\end{cases}}}.

## Свойства
- Надстройка над пространством X гомеоморфна джойну {\displaystyle X\star S^{0}} пространства X и двухточечного множества («нульмерной сферы») {\displaystyle S^{0}}.
- При {\displaystyle n\geq 0} пространство {\displaystyle S(S^{n})} гомеоморфно {\displaystyle S^{n+1}}.
- Гомологии надстройки оказываются тесно связаны с гомологиями исходного пространства, грубо говоря, отличаясь (исключая нульмерные) сдвигом на одну размерность. Более точно, приведённые гомологии в точности сдвигаются на одну размерность: {\displaystyle {\overline {H}}_{k}(SX)={\overline {H}}_{k-1}(X)} для всех k.